# Chrysaster
Chrysaster là một chi bướm đêm thuộc họ Gracillariidae.

## Các loài
- Chrysaster hagicola Kumata, 1961
- Chrysaster ornatella (Chambers, 1871)
- Chrysaster ostensackenella (Fitch, 1859)